# 12167 Olivermüller
A 12167 Olivermuller (ideiglenes jelöléssel 4306 T-2) a Naprendszer kisbolygóövében található aszteroida. Cornelis Johannes van Houten,  Ingrid van Houten-Groeneveld és Tom Gehrels fedezte fel 1973. szeptember 29-én.